# Chloraeeae
Die Tribus Chloraeeae gehört zur Familie der Orchideen (Orchidaceae). Die knapp 80 Arten sind ausschließlich in Südamerika verbreitet. Während sie lange als Teil der australischen Diurideae galten, zeigten neuere Untersuchungen, dass sie näher mit den hauptsächlich neotropischen Cranichideae verwandt sind.

## Beschreibung

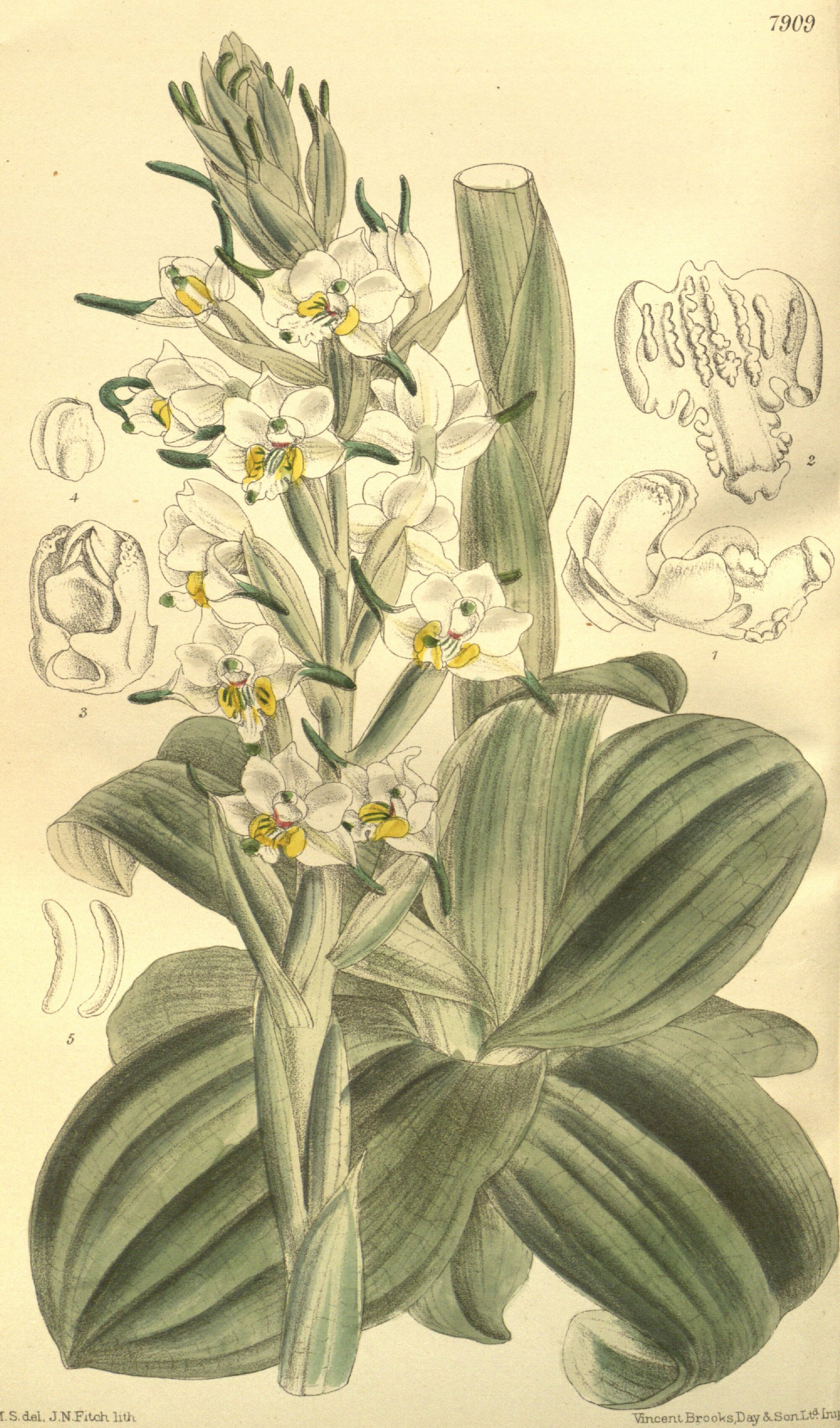
Illustration von Gavilea longibracteata in Curtis's Botanical Magazin, Volume 129 (Series 3, Nr. 59), 1903, Tafel 7909

### Vegetative Merkmale
Die Chloraeeae sind ausdauernde, krautige Pflanzen. Sie wachsen nicht epiphytisch. Die fleischigen, manchmal knollig verdickten Wurzeln sind von Velamen umgeben. Die spiralig an der Sprossachse angeordneten Laubblätter sind in der Knospe gerollt (convolut), zwischen Blattspreite und Sprossachse gibt es kein Trenngewebe. Die Laubblätter sind kahl, die Blattspreite ist ausgebreitet, länglich und endet spitz.

### Generative Merkmale
Der endständige, traubige Blütenstand ist manchmal auf nur eine Blüte reduziert. Der Blütenstandsschaft ist von einigen Hochblättern umhüllt. Die Blüten sind resupiniert.
Die zwittrigen Blüten sind zygomorph und dreizählig. Die Blütenhüllblätter sind meist nicht miteinander verwachsen, nur die seitlichen, äußeren beiden können bei einigen Arten an der Basis miteinander verwachsen sein. Oft sind die Blütenhüllblätter auffällig längs gestreift oder netzförmig geadert. Die Lippe ist gegenüber den restlichen Blütenblättern anders geformt und gefärbt. Sie kann einfach oder dreilappig sein. Die Säule ist unbehaart und kann seitlich verbreitert („geflügelt“) sein. Das Staubblatt enthält zwei oder vier Pollinien. Die Kapselfrucht ist länglich geformt und steht aufrecht.

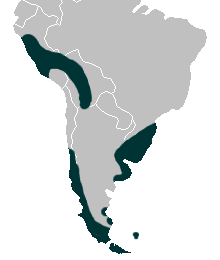
Weltweite Verbreitung der Chloraeeae

## Systematik und Verbreitung
Die Tribus Chloraeeae ist Teil der Unterfamilie Orchidoideae innerhalb der Familie der Orchidaceae. Lange wurde sie als Subtribus Chloraeinae innerhalb der Tribus Diurideae geführt. Als nahe Verwandte vermutete Dressler die Caladeniinae. Neben den südamerikanischen Gattungen rechnete er die neukaledonische Megastylis zu den Chloraeinae. Erst Untersuchungen der DNA zeigten, dass Teile von Megastylis nicht näher mit den südamerikanischen Gattungen verwandt sind, bis auf Megastylis glandulosa, die in der Folge als Achlydosa glandulosa neu platziert wurde. Ebenfalls nicht hierher gehört Codonorchis, welche inzwischen in einer eigenen Tribus geführt wird.
Neben der Einordnung als Tribus auf gleicher Rangstufe neben den Cranichideae gibt es auch die Überlegung, diese drei Gattungen als Subtribus innerhalb der Cranichideae zu behandeln. Die Verwandtschaftsbeziehungen der Gattungen untereinander sind noch nicht vollständig geklärt. Nach Chemisquy et al. 2010 ist die Gattung Chloraea im dort diskutierten Umfang paraphyletisch, die anderen zwei Gattungen entspringen im Kladogramm innerhalb von Chloraea.
Die Arten der Tribus Chloraeeae finden sich nur in Südamerika. Das Areal reicht vor allem längs der Anden von Peru im Norden bis zur Südspitze des Kontinents. Weitere Arten finden sich im Südosten in Brasilien, Uruguay und Argentinien.
Die Chloraeeae umfasst die drei Gattungen:
- Bipinnula Comm. ex Juss. (Syn.: Geoblasta Barb.Rodr., Jouyella Szlach.): Sie enthält seit 2012 zwölf Arten, die vom südlichen Brasilien bis ins südliche Südamerika verbreitet sind.[4]
- Chloraea Lindl. (Syn.: Asarca Poepp. ex Lindl., Ulantha Hook., Bieneria Rchb. f., Chileorchis Szlach., Correorchis Szlach.): Die etwa 52 Arten sind von Peru bis Brasilien verbreitet und kommen auf den Falkland-Inseln vor.[5]
- Gavilea Poepp.: Die etwa 17 Arten sind vom südlichen Südamerika bis zu den Falkland-Inseln verbreitet.[6]

## Weiterführende Literatur
- C. R. Buzatto, A. Sanguinetti, G. A. Romero-González, C. Van den Berg, R. B. Singer: A taxonomic synopsis of Brazilian Chloraeinae (Orchidaceae: Orchidoideae). In: Phytotaxa, Volume 158, 2014, S. 1–22.